# 스코틀랜드의 로마 가톨릭 교구 목록

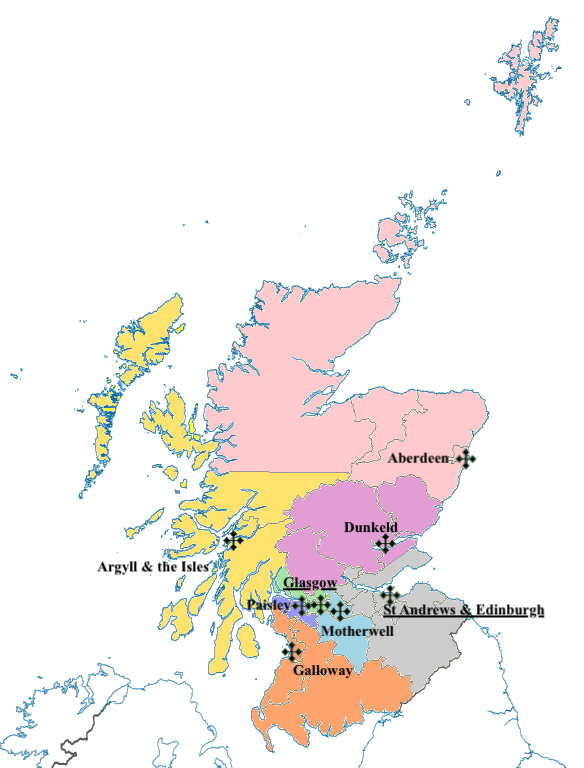
스코틀랜드 교구 지도

이 문서는 스코틀랜드의 로마 가톨릭교회 교구 목록이다. 현재 스코틀랜드 가톨릭교회에는 두개의 관구에 두 곳의 대교구와 여섯 곳의 교구가 있다.

## 교구 목록

### 세인트앤드루스-에든버러 관구
- 세인트앤드루스-에든버러 대교구
- 애버딘 교구
- 아가일-아일스 교구
- 던켈드 교구
- 갤러웨이 교구

### 글래스고 관구
- 글래스고 대교구
- 마더웰 교구
- 페이즐리 교구

## 같이 보기
- 스코틀랜드의 로마 가톨릭교회